# Perasis postica
Perasis postica är en tvåvingeart som beskrevs av Becker 1907. Perasis postica ingår i släktet Perasis och familjen rovflugor. Inga underarter finns listade i Catalogue of Life.